# Cola cabindensis
Cola cabindensis är en malvaväxtart som beskrevs av Arthur Wallis Exell. Cola cabindensis ingår i släktet Cola och familjen malvaväxter. Inga underarter finns listade i Catalogue of Life.